# Kinji Imanishi
Kinji Imanishi (今西 錦司, Imanishi Kinji) est un écologue, primatologue, et anthropologue japonais né le 6 janvier 1902 et mort le 15 juin 1992.
Imanishi est le premier, dans les années 1950, à parler de cultures animales. Considéré comme le cofondateur de la primatologie au Japon avec Jun'ichirō Itani, il est aussi à l'origine de l'Institut de recherche sur les primates de l'université de Kyōto.
Son ouvrage le plus connu s'intitule Le Monde des êtres vivants.
Des recherches suggèrent que les idées d'Imanishi peuvent aujourd'hui être utiles pour étudier la question des rapports entre espèces et communautés d'espèces (concernant, par exemple, la question du microbiome).

## Les macaques de Koshima laveurs de patates
« Dès 1952, Kinji Imanishi, qui est déjà un biologiste de premier plan, publie un article intitulé Evolution of Humanity. Il y évoque le succès rencontré par les primatologues japonais pour approvisionner les macaques de la presqu'île de Koshima, au sud du Japon. »
En août 1952, les macaques (Macaca fuscata) de la presqu'île de Koshima commencent à être approvisionnés. En septembre 1953, une femelle, F-111 âgée d'un an et deux ou trois mois, porte une patate douce dans un ruisseau qui coule près de la plage de sable. De ses deux mains elle lave le légume pour enlever le sable avant de le manger. En novembre 1953, Shunzo Kawamura observe la troupe de macaques avec Masao Kawai ; le mâle M-10, qui a un an de plus que F-111, lave lui aussi les patates douces. En janvier 1954 un autre mâle M-12 d'un âge similaire adopte le même comportement. La mère, F-105, de F-111 montre un comportement sensiblement différent. Très attentive à la nouvelle pratique observée, elle ne se résout à l'adopter que plus tard.
« En février 1954, l'acquisition des nouvelles pratiques « culinaires » s'accélère. » Quatre singes trempent les patates dans de l'eau de mer. Shunzo Kawamura explique cette situation en recourant à la notion « d'opportunité d'imitation ». M-10 et M-12 ont acquis le comportement par le jeu et la proximité sociale avec F-111. « Que F-105 soit le seul adulte à avoir acquis le comportement peut être attribué à l'intensité de la relation mère/enfant ».
Dès l'automne 1955, lors de la réunion générale de la société japonaise d'éthologie, Kinji Imanishi et Shunzo Kawamura n'hésitent pas à parler de culture chez les singes sauvages japonais. L'observation continue et au cours des années onze à trente singes de la troupe plongent des patates dans l'eau et en 1958 ils sont dix-sept, trente-six en 1962 sur cinquante-neuf membres (73,4 %). Le nouveau comportement se répand à travers la génération la plus jeune et dans les groupes apparentés à travers les lignées maternelles.
« F-111 ne s'est par ailleurs pas arrêtée là. Elle invente d'autres comportements. Pour séparer le sable et le blé, par exemple, elle les jette dans l'eau. Quant au lavage du froment, en 1959, huit macaques recourent à cette pratique inventée par Imo. »
« Ces travaux étonnants ne commencent à être connus des primatologues étrangers qu'à partir de 1957. Les primatologues japonais sont, en effet, les premiers à aborder les cultures singes. Pourquoi eux ? ». Le bouddhisme insiste sur l'affinité entre l'homme et l'animal et sur le lien qui unit toutes les créatures vivantes. Le « groupisme » des Japonais, qui les conduit à privilégier les petits groupes et les relations personnelles, incite les primatologues à se focaliser sur les interactions entre des animaux bien identifiés, à montrer les différences comportementales entre groupe et à s'intéresser à ces derniers plutôt qu'à l'espèce en général.